# Arthur Harden
Sir Arthur Harden FRS (12. oktober 1865 i Manchester, Lancashire - 17. juni 1940 i Bourne End, Buckinghamshire) var en britisk biokemiker. Sammen med Hans von Euler-Chelpin modtog han Nobelprisen i kemi i 1929 for deres arbejde med fermentering af sukker og fermentive enzymer.